# 가종피

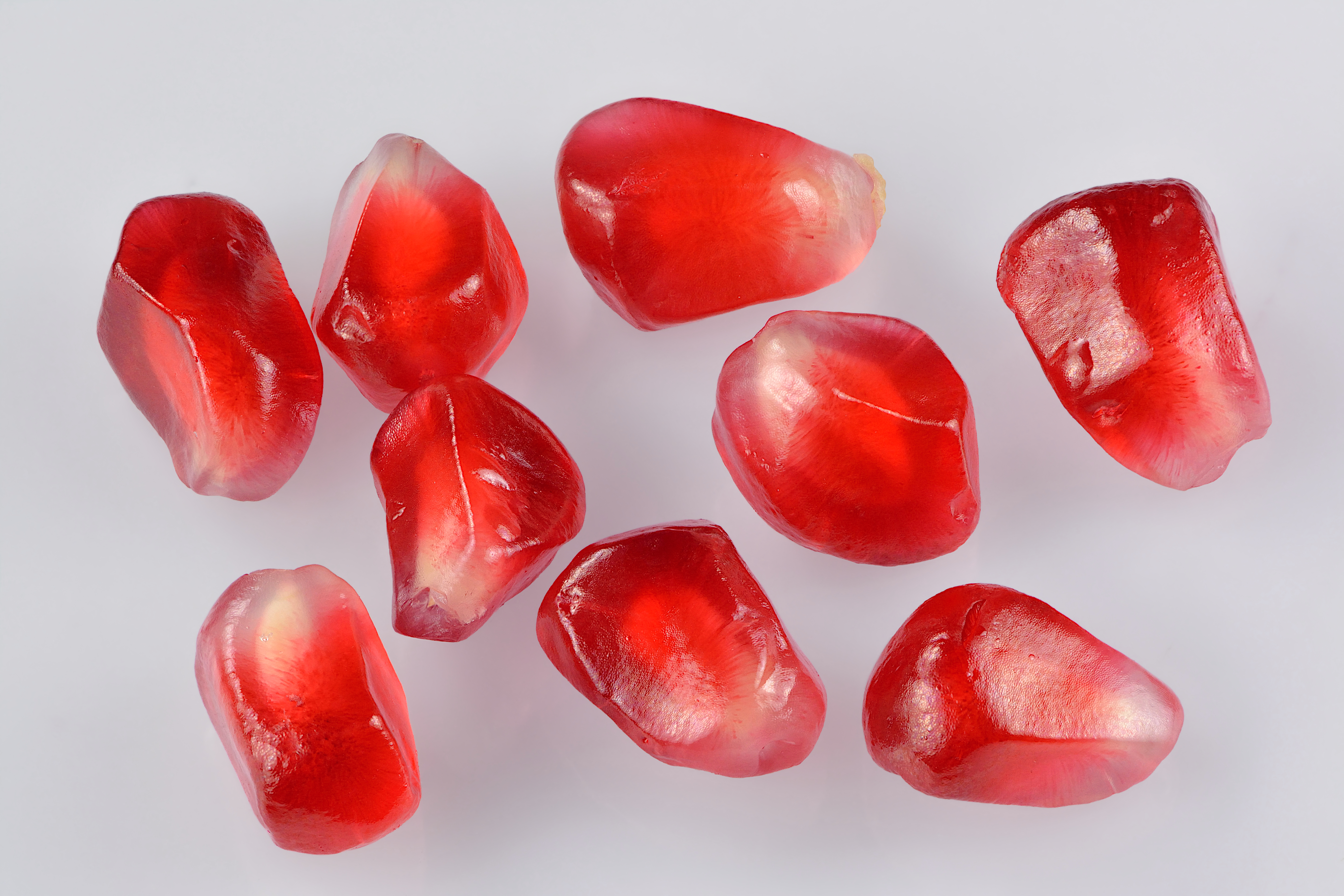
석류의 종자. 투명한 가종피에 둘러싸여 있다.

가종피(假種皮, aril)는 종자의 표면을 덮고 있는 부속물이다. 종의(種衣)라고도 한다. 꽃의 주병(珠柄, 밑씨가 심피(心皮)에 붙은 자루 모양 부분) 혹은 태좌(胎座)가 발달하여 종자 바깥 부분을 덮어 종피(種皮)처럼 보인다.
일반적인 식물의 과육은 자방벽(子房壁)으로부터 유래하는 과피(果皮)가 다육화(多肉化)하여 형성되지만, 가종피를 과육으로 발달시키는 과실도 있다. 일례로 주목(珠木), 두리안(durian), 용안(龍眼), 석류, 아키(aki)가 있다.

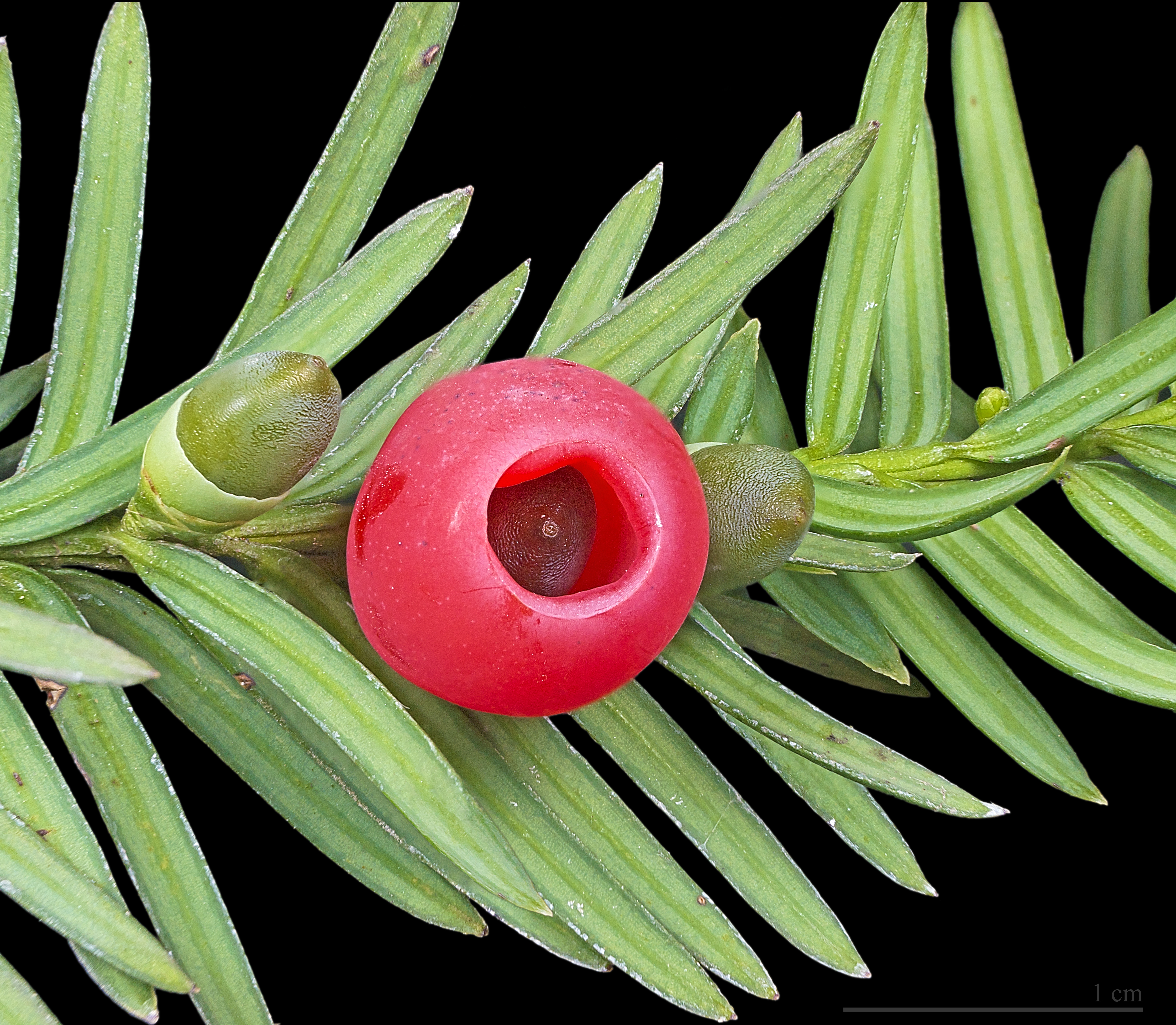
유럽주목의 종자는 과육질의 가종피(붉은 부분)에 둘러싸여 있다.

가종피를 설명할 때 좋은 예로는 주목이 있다. 사진에 있는 작은 주목 미숙실(未熟實)의 녹색의 띠 모양 부분이 가종피의 초기 상태이다. 이런 상태에서 이미 종자를 둘러싸는 모습을 형성하고 있음을 알 수 있다. 이 부분이 갈색에서 적색으로 바뀌면서 비대해져 종자를 둘러싸고, 숙성 시기에는 심홍색의 과육질이 발달한다. 주목의 가종피는 새나 작은 동물에게 매력적인 먹이가 되지만, 주목 이외의 부분에는 독이 있다. 때문에 가종피는 새 등이 효율적으로 종자를 옮겨주는 역할을 하고 있다.